# تونيا سوزان هولي
تونيا سوزان هولي (بالإنجليزية: Tonya Suzanne Holly)‏ هي مديرة التصوير ‏ ومخرجة أمريكية، ولدت في 2 يوليو 1962.

## وصلات خارجية
- تونيا سوزان هولي على موقع IMDb (الإنجليزية)